# حمام کن
حمام کن مربوط به دوره قاجار است و در تهران، بخش کن، محله اسماعیلیان واقع شده و این اثر در تاریخ ۱۲ شهریور ۱۳۸۰ با شمارهٔ ثبت ۳۷۹۱ به‌عنوان یکی از آثار ملی ایران به ثبت رسیده است.
این حمام تقریبا تخریب شده و برای عموم امکان بازدید ندارد که با همکاری آثار باستانی میتواند مرمت و بازسازی شود
حمام های دیگری در کن وجود دارد که حمام محله بالان نیز میتوان اشاره کرد